# ホセ・ルイス・ムニョス・レオン
ホセ・ルイス・ムニョス・レオン（José Luis Muñoz León、1997年2月23日 - ）は、スペイン・マラガ出身のサッカー選手。FCカルタヘナ所属。ポジションはMFまたはDF。

## クラブ経歴
アンダルシア州のマラガに生まれ、2010年にマラガCFの下部組織に加入した。2016年9月26日、クラブと自身初のプロ契約を結んだ。同年11月21日、ラ・リーガのFCバルセロナ戦にてトップチームデビュー。
2017年8月29日、CDルーゴにレンタル移籍した。
2018年8月14日、コルドバCFへのレンタルが発表された。
2023年6月30日、FCカルタヘナへフリーで加入し、2年契約を交わした。